# San Agustín, Texcoco
San Agustín är en ort i Mexiko, tillhörande kommunen Texcoco i delstaten Mexiko. San Augustín ligger i den centrala delen av landet och tillhör Mexico Citys storstadsområde. Orten hade 173 invånare vid folkräkningen 2010.